# Anne Mette Hansen
Anne Mette Hansen (Glostrup, 25 de agosto de 1994) es una jugadora de balonmano danesa que actúa como lateral izquierdo. Desde 2025 juega para el CSM București de Rumanía y es internacional absoluta con la selección femenina de balonmano de Dinamarca, con la que ha logrado, entre otros éxitos, la medalla de bronce en los Juegos Olímpicos de París 2024.

## Trayectoria

### Clubes
Formada en el modesto FHH90, pasó a la academia del Ajax København (2010-2013) e hizo su debut sénior con el mismo club en la 1.ª División danesa. En 2014 firmó por el København Håndbold, donde ganó una Copa de Dinamarca y despuntó como mejor jugadora joven de la liga.
Su explosión definitiva llegó tras fichar por el Győri Audi ETO KC (2017-2023), con el que conquistó dos Ligas de Campeones de la EHF (2018 y 2019) y cuatro títulos de liga húngara. En 2023 recaló en el Metz Handball francés, con el que obtuvo dos Ligas Butagaz Énergie consecutivas y volvió a disputar la Final 4 europea.  A comienzos de 2025 se anunció su traspaso al CSM București para la temporada 2025-26.

### Trayectoria de clubes
- 2012–2014:  Ajax København
- 2014–2017:  København Håndbold
- 2017–2023:  Győri Audi ETO KC
- 2023–2025:  Metz Handball
- 2025– :  CSM București

### Selección
Debutó con la absoluta danesa el 27 de octubre de 2013 y, semanas después, se colgó el bronce mundial en Serbia 2013. Desde entonces ha sido pieza clave, sumando más de 180 internacionalidades y nuevas medallas: bronce en los Mundiales 2021 y 2023, plata en el Europeo 2022 y el histórico bronce olímpico de París 2024.

## Premios y títulos

### Con la selección
- 1 × Medalla de bronce en los Juegos Olímpicos (2024)
- 3 × Medalla de bronce en el Campeonato del Mundo (2013, 2021, 2023)
- 1 × Medalla de plata en el Campeonato de Europa (2022)

### Con sus clubes
- 2 × Liga de Campeones de la EHF femenina (2018, 2019)
- 4 × Nemzeti Bajnokság I (2018, 2019, 2022, 2023)
- 3 × Magyar Kupa (2018, 2019, 2021)
- 2 × Ligue Butagaz Énergie (2024, 2025)

## Vida personal
Fuera de la pista es embajadora de la marca deportiva Mizuno y de la fundación infantil danesa Julemærkehjemmene.